# Eberhard Bethge (Theologe)

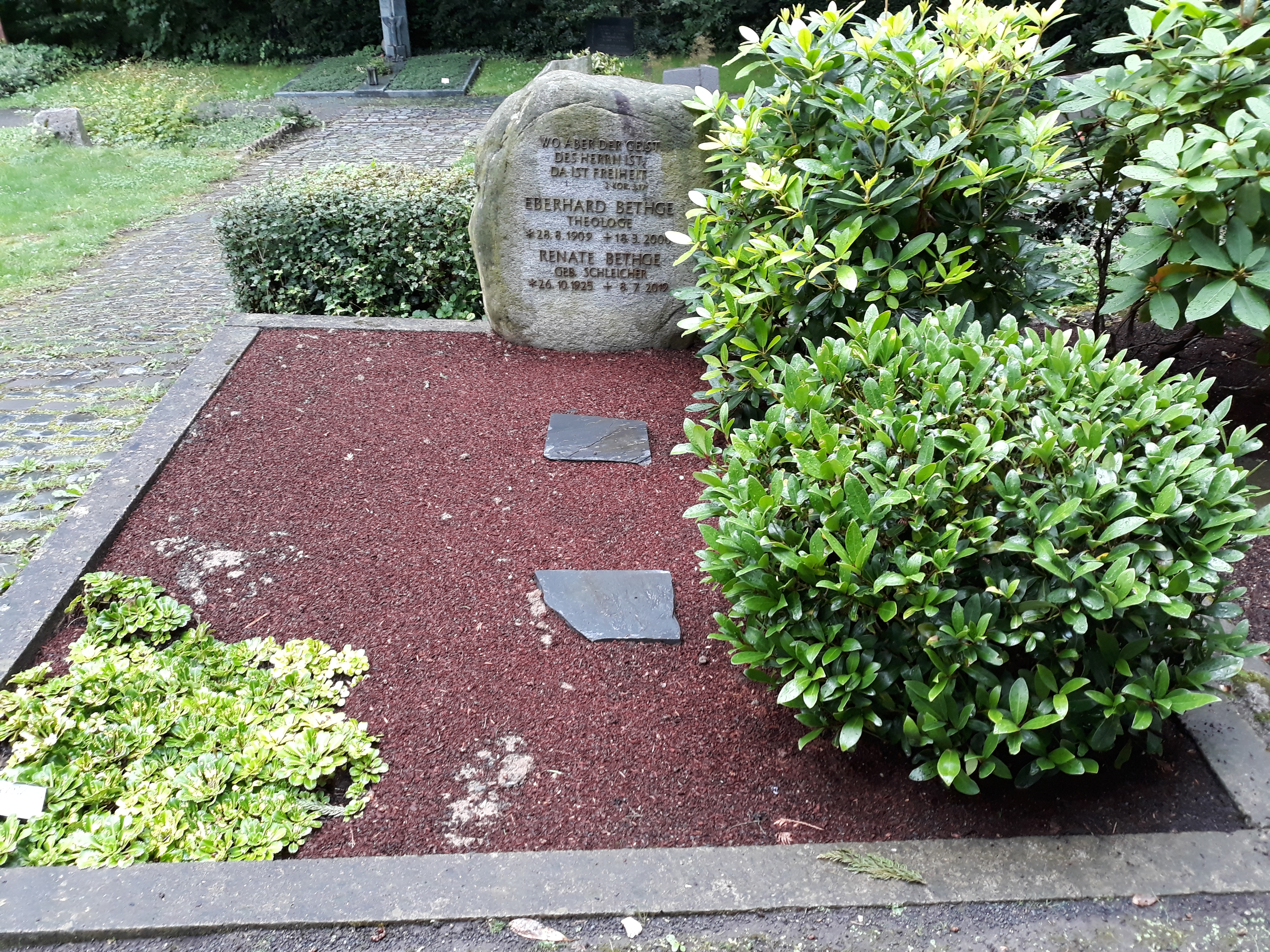
Das Grab von Eberhard Bethge und seiner Ehefrau Renate geborene Schleicher auf dem Burgfriedhof Bad Godesberg in Bonn

Eberhard Bethge (* 28. August 1909 in Warchau, Landkreis Jerichow II, Provinz Sachsen, Preußen; † 18. März 2000 in Wachtberg, Rhein-Sieg-Kreis) war ein evangelischer Pastor und Theologe. Er ist vor allem durch seinen unermüdlichen Einsatz bekannt geworden, die theologische Arbeit seines Freundes Dietrich Bonhoeffer der breiteren Öffentlichkeit nahezubringen.

## Leben
Bethge wurde in Warchau geboren und wuchs im Nachbarort Zitz auf, wo er auch konfirmiert wurde. Er studierte Evangelische Theologie in Königsberg, Berlin, Wien, Tübingen und Halle (Saale) und wurde neben Albrecht Schönherr, dem späteren Vorsitzenden des Bundes der Evangelischen Kirchen in der DDR, einer der ersten Vikare im Predigerseminar Finkenwalde, das Bonhoeffer im Auftrag der Bekennenden Kirche leitete. Im Anschluss daran machte ihn Bonhoeffer zum Studieninspektor eines der Sammelvikariate, so dass er Bonhoeffers Ausbildungstätigkeit über fünf Jahre fast ununterbrochen selbst miterlebte. Bethge wurde so zu einem engen Freund Bonhoeffers und unterhielt mit ihm einen regen Briefverkehr, der auch nach Bonhoeffers Inhaftierung nicht abriss. Er heiratete im Mai 1943 die siebzehnjährige Renate Schleicher, eine Tochter von Bonhoeffers ältester Schwester Ursula und ihrem Mann Rüdiger Schleicher.

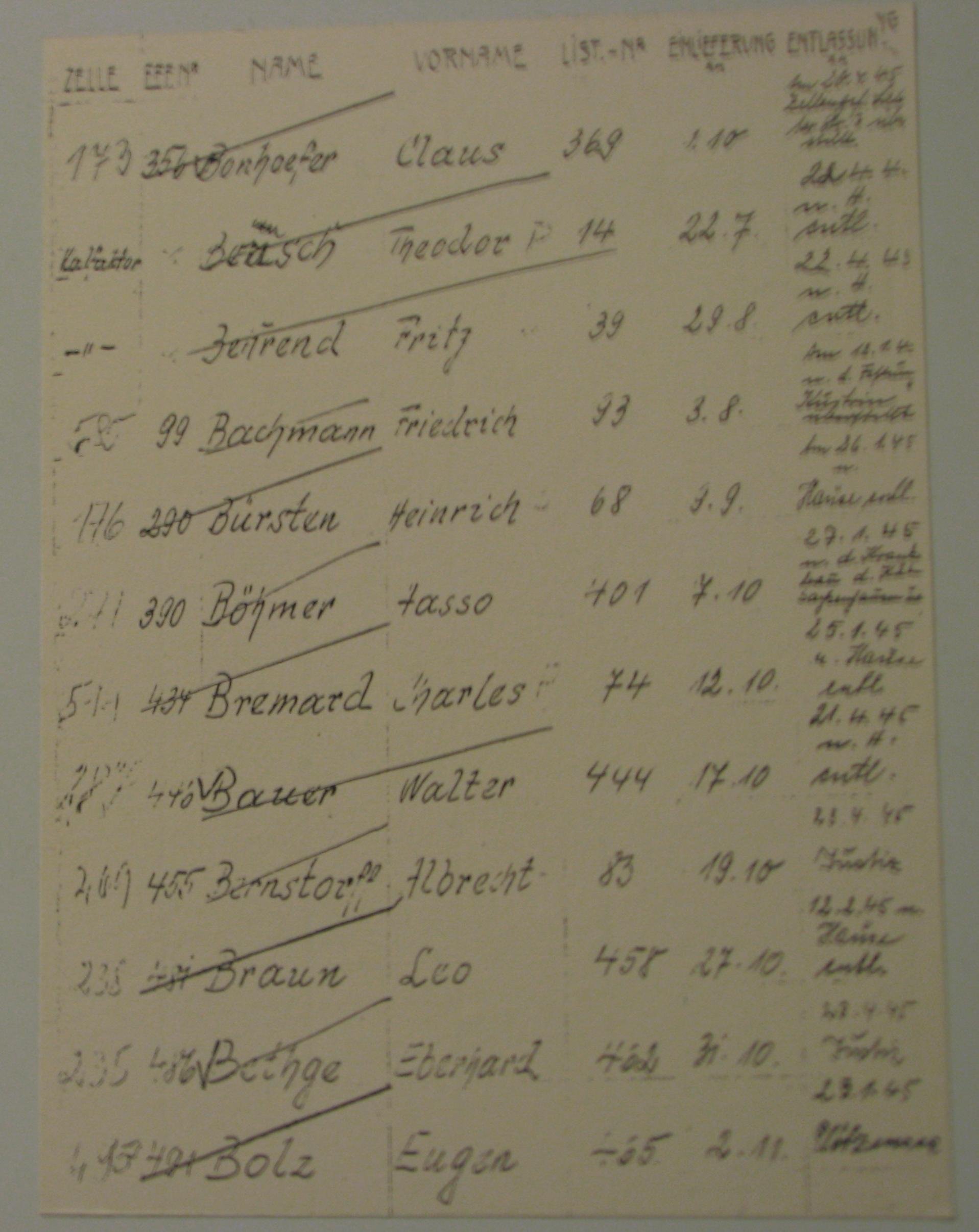
Haftbuch des Gefängnisses Lehrter Straße

Bethge war in den Kriegsjahren ab 1943 Schreiber bei einer Abwehrtruppe in Italien; 1944 wurde er im Zusammenhang mit dem 20. Juli 1944 verhaftet und im Zellengefängnis Lehrter Straße in Berlin gefangengehalten. Hier wurde er am 25. April 1945 freigelassen.
Nach dem Krieg arbeitete Bethge zuerst als Studentenpfarrer und Referent des Evangelischen Bischofs in Berlin und war dann mehrere Jahre Pastor in der deutschsprachigen Gemeinde in London, in der Bonhoeffer von 1933 bis 1935 gewirkt hatte.
Vor allem aber begann er die Arbeiten seines Freundes Bonhoeffer zu veröffentlichen, einschließlich der bis dahin unbekannten Fragmente eines Buches über theologische Ethik (Ethik, 1949), und auch die sehr persönlichen und theologisch ungemein einflussreichen Briefe aus der Haft (Widerstand und Ergebung, 1951).
In den 60er Jahren begann er dann, eine groß angelegte und umfassende Biographie über Bonhoeffer zu schreiben, die er 1966 abschloss.
Von 1962 bis 1976 leitete Bethge das Pastoralkolleg der Evangelischen Kirche im Rheinland, das sich damals in Rengsdorf befand. Von 1969 an war er zudem Honorarprofessor in der Evangelisch-Theologischen Fakultät an der Universität Bonn.

## Auszeichnungen
- Dr.-Leopold-Lucas-Preis 1979[3]
- Großes Bundesverdienstkreuz am 2. Juni 1989
- Großes Bundesverdienstkreuz mit Stern 1999[4]

## Werke
- Eberhard Bethge: Dietrich Bonhoeffer. Theologe – Christ – Zeitgenosse. Eine Biographie. 8. Auflage. Wissenschaftliche Buchgesellschaft, Darmstadt 2004, ISBN 3-579-02272-5.
- Eberhard Bethge, Renate Bethge, Christian Gremmels: Dietrich Bonhoeffer. Bilder aus seinem Leben. 2. Auflage. Gütersloher Verlagshaus, Gütersloh 2005, ISBN 3-579-02273-3.
- Eberhard Bethge: Dietrich Bonhoeffer. Neuausgabe. Rowohlt, Reinbek 2006, ISBN 3-499-50684-X.
- Eberhard Bethge: Am gegebenen Ort. Aufsätze und Reden 1970–1979. Kaiser, München 1979, ISBN 3-459-01217-X (mit ausführlicher Bibliographie)

## Biographie
- John de Gruchy: Eberhard Bethge – Freund Dietrich Bonhoeffers. Eine Lebensgeschichte; Gütersloh: Gütersloher Verlagshaus, 2007; ISBN 978-3-579-07134-3 (englisch: Daring, Trusting Spirit: Bonhoeffer’s Friend Eberhard Bethge; London: SCM, 2005)